# Чемпіонат Європи з футболу 2004 (склади команд)/Латвія

## Складзбірної Латвіїначемпіонаті Європи 2004
| №               | Гравець              | Клуб (у 2004)             | Дата народження   | Вік      | Ігор                        | Голів                       |                             |
| Воротарі        | Воротарі             | Воротарі                  | Воротарі          | Воротарі | Воротарі                    | Воротарі                    | Воротарі                    |
| --------------- | -------------------- | ------------------------- | ----------------- | -------- | --------------------------- | --------------------------- | --------------------------- |
| 1               | Александрс Колінько  | Ростов                    | 18 червня 1975    | 28       |                             |                             |                             |
| 12              | Андрейс Піеделс      | Сконто                    | 17 вересня 1970   | 33       |                             |                             |                             |
| 20              | Андрейс Павловс      | Сконто                    | 22 лютого 1979    | 25       |                             |                             |                             |
| Нападники       |                      |                           |                   |          |                             |                             |                             |
| 9               | Маріс Верпаковскіс   | Динамо (Київ)             | 15 жовтня 1979    | 24       |                             |                             |                             |
| 11              | Андрейс Прохоренковс | Маккабі (Тель-Авів)       | 5 лютого 1977     | 27       |                             |                             |                             |
| 17              | Мар'ян Пахар         | Саутгемптон               | 5 серпня 1976     | 27       |                             |                             |                             |
| 21              | Міхаїлс Міхолапс     | Сконто                    | 24 серпня 1974    | 29       |                             |                             |                             |
| 23              | Вітс Рімкус          | Сконто                    | 21 червня 1971    | 32       |                             |                             |                             |
| Півзахисники    |                      |                           |                   |          |                             |                             |                             |
| 3               | Віталійс Астаф'євс   | Адміра Ваккер             | 3 квітня 1971     | 33       |                             |                             |                             |
| 5               | Юріс Лайзанс         | ЦСКА (Москва)             | 6 січня 1979      | 25       |                             |                             |                             |
| 8               | Імантс Блейделіс     | Віборг                    | 16 серпня 1975    | 28       |                             |                             |                             |
| 10              | Андрейс Рубінс       | Шиннік (Ярославль)        | 26 листопада 1978 | 25       |                             |                             |                             |
| 13              | Юргіс Пучінскіс      | Луч-Енергія (Владивосток) | 1 березня 1973    | 31       |                             |                             |                             |
| 14              | Валентінс Лобаньовс  | Металург (Запоріжжя)      | 23 жовтня 1971    | 32       |                             |                             |                             |
| 19              | Андрейс Штолцерс     | Фулхем                    | 7 серпня 1974     | 29       |                             |                             |                             |
| Захисники       |                      |                           |                   |          |                             |                             |                             |
| 2               | Ігорс Степановс      | Беверен                   | 21 січня 1976     | 28       |                             |                             |                             |
| 4               | Михайло Землинський  | Сконто                    | 21 грудня 1969    | 34       |                             |                             |                             |
| 6               | Олегс Благонадєждінс | Сконто                    | 16 травня 1973    | 31       |                             |                             |                             |
| 7               | Александрс Ісаковс   | Сконто                    | 16 вересня 1973   | 30       |                             |                             |                             |
| 15              | Маріс Смірновс       | Вентспілс                 | 2 червня 1976     | 28       |                             |                             |                             |
| 16              | Дзінтарс Зірніс      | Металург (Лієпая)         | 25 квітня 1977    | 27       |                             |                             |                             |
| 18              | Ігорс Корабльовс     | Вентспілс                 | 23 листопада 1974 | 29       |                             |                             |                             |
| 22              | Артурс Закрешевскіс  | Сконто                    | 7 серпня 1971     | 32       |                             |                             |                             |
| Головний тренер |                      |                           |                   |          |                             |                             |                             |
| Латвія          | Олександр Старков    |                           | 26 липня 1955     | 48       | Середній вік гравців: 29,55 | Середній вік гравців: 29,55 | Середній вік гравців: 29,55 |
|                 |                      |                           |                   |          |                             |                             |                             |

| Гравців національного чемпіонату: | Гравців національного чемпіонату: | 11   |
|                                   | Сконто                            | 8    |
|                                   | Вентспілс                         | 2    |
|                                   | Металург (Лієпая)                 | 1    |
| Легіонерів:                       | Легіонерів:                       | 12   |
|                                   | Росія                             | 4    |
|                                   | Англія, Україна                   | по 2 |
|                                   | Ізраїль, Австрія, Бельгія, Данія  | по 1 |